# Bibbia di Jefferson

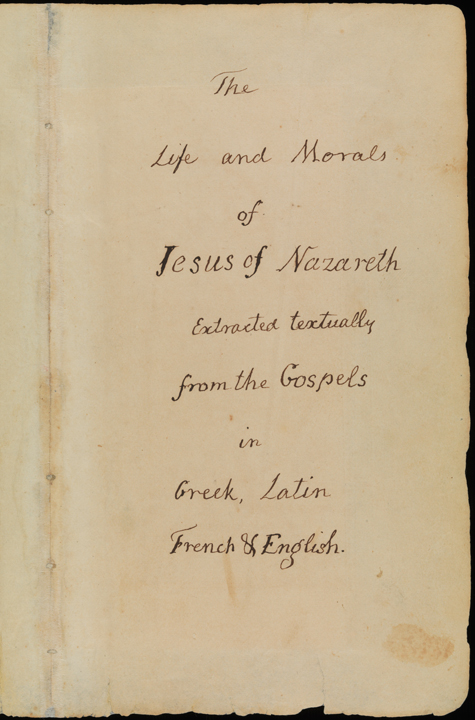

The Life and Morals of Jesus of Nazareth, anche nota come Bibbia di Jefferson, è una delle due opere religiose realizzate da Thomas Jefferson. Jefferson compilò i manoscritti ma non li pubblicò mai. La prima, The Philosophy of Jesus of Nazareth, fu completata nel 1804, ma oggi non ne esistono copie. La seconda, The Life and Morals of Jesus of Nazareth, fu ultimata nel 1820 tramite ritagli e incollaggio con un rasoio e colla di numerose sezioni del Nuovo Testamento, intese come estratti della dottrina di Gesù. La composizione condensata di Jefferson esclude tutti i miracoli compiuti da Gesù e la maggior parte dei riferimenti al soprannaturale, comprese le sezioni dei quattro vangeli che contengono la Resurrezione e gran parte degli altri miracoli, nonché i passaggi che lo presentano come divino.